# Johann Dominikus Schultze

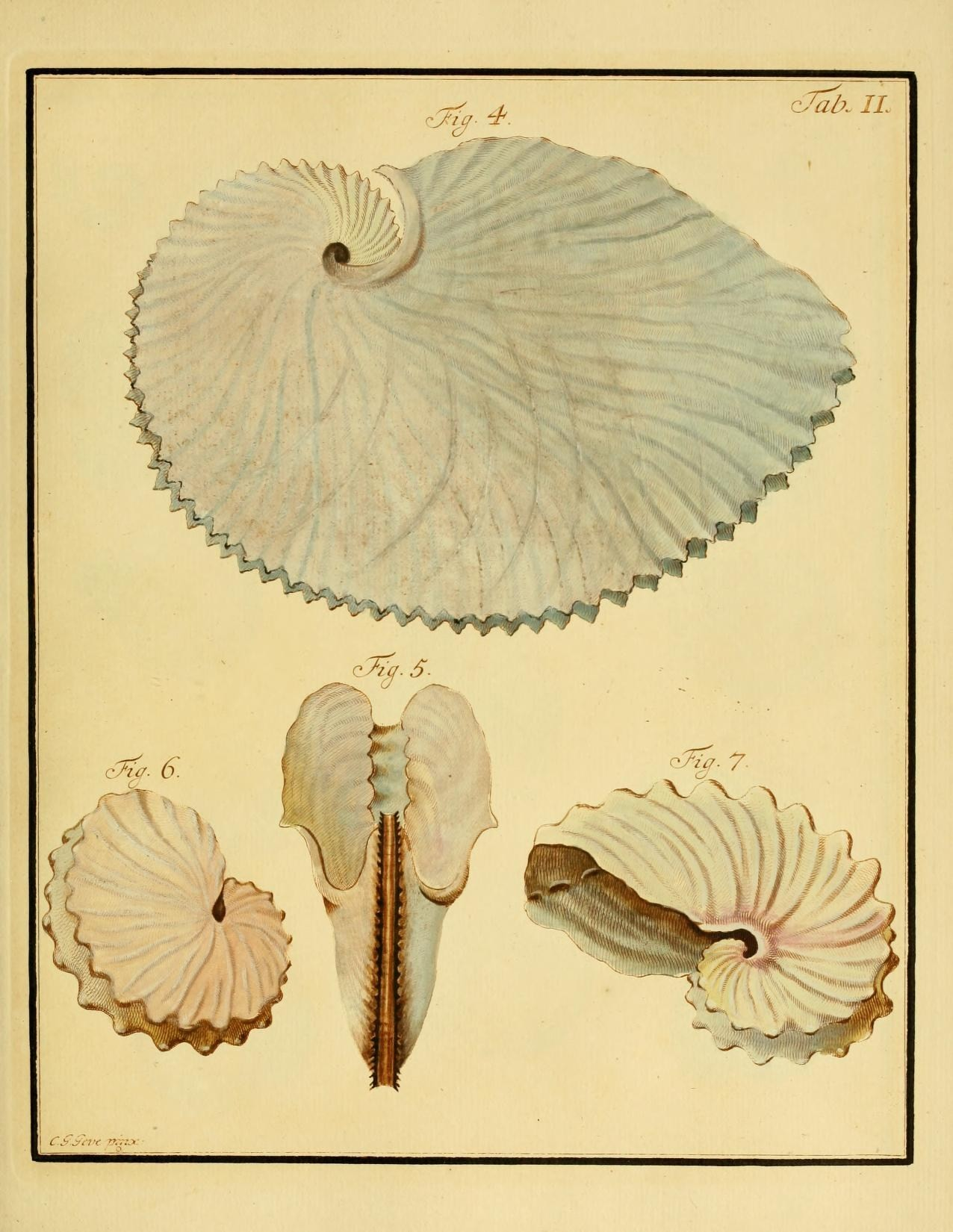

Johann Dominikus Schultze (* 16. Juni 1751 in Groden; † 22. Mai 1790 in Hamburg) war ein deutscher Arzt und Naturforscher.

## Leben
Johann Dominikus Schultze kam nach Hamburg, nachdem sein Vater Georg Heinrich Schultze im Juli 1758 als Pastor an die St. Johanniskirche gewählt worden war. Er besuchte das Johanneum und das Akademische Gymnasium. Hier hörte er Vorlesungen von dem Arzt und Naturforscher Johann Albert Heinrich Reimarus und dem Arzt und Botaniker Paul Dietrich Giseke.
1772 ging er zum Medizinstudium nach Göttingen, wo er unter anderem mit Johann Friedrich Blumenbach und Georg Heinrich Weber zusammentraf. Im April 1775 schloss er sein Studium mit der Promotion ab. Ab 1776 als Arzt in Hamburg niedergelassen, wurde er 1778 vom Verwaltungskollegium des Hamburger Werk- und Zuchthauses zum Arzt an dieser Anstalt des Armenwesens gewählt, an der sein Vater seit Jahren als Pastor wirkte. Während seiner dortigen Tätigkeit setzte er sich erfolgreich für eine bessere medizinische Versorgung der Inhaftierten ein. Mit erst 39 Jahren verstarb er im Mai 1790.
Sein Interesse galt der Naturkunde. Im Jahr 1777 war er an der Ausgabe des Buches Icones Plantarum beteiligt, das im Verfahren des Naturselbstdruckes hergestellt worden war. Einem Reisebericht aus dem Jahr 1780 zufolge besaß er ein Herbarium und zahlreiche Versteinerungen. Zudem war er beteiligt an der Erstellung eines neuen Systems von Joachim Friedrich Bolten zur Bestimmung von Conchillyen. Diese Arbeit blieb fragmentarisch.

## Werke
- Nicolaus Georg Gevens Belustigung im Reiche der Natur, Erster Band aus den Papieren des Verstorbenen vollendet durch Johannes Dominicus Schultze mit 18 Kupfertafeln, Gebrüder Herold 1790 (BHL), in deutscher und französischer Sprache.

- Bemerkungen über den Waschbären, Ursus Lotor, des Ritter Linnéi, 1787

- Copien für meine Freunde: so gut als Manuscript, bei Hans Jakob Matthiessen, Hamburg, 1785, (SBBerlin).

- Dem Grabe meines Bruders Jacob Christian Schultze, Diaconus der Gemeine zu Groden im Amte Ritzebüttel: Den 29sten August 1783, (Verlag) Meyn, 1783

- Ueber die grosse amerikanische Aloe richtiger Agave bey Gelegenheit der jetzt im Raths-Apotheker-Garten blühenden, 1782[4]

- Dissertation: de bile medicina, am 5. April 1775, Göttingen, (Digitalisat), versehen mit einer Erwähnung seiner Förderer Joachim Friedrich Bolten und Friedrich Ludwig Christian Cropp

- Doctorand Schulzens Beyträge zur Kenntnis seltener Insekten[5], in: Der Naturforscher, 6. Stück, 1775, S. 87, (Uni Bielefeld).

### Mitwirkung
- Icones plantarum, partes colorem magnitudinem, et habitum earum examussim exhibentes, adjcetis nominibus Linneanis‚ ediderunt P. P. Giesecke, J. D. Schultze, A. A. Abendroth et J. V. Buck[6]. Opera et sumptibus J. von Döhren[7], Hamburg, 1777, (unvollendet)[8][9]

## Bildnisse
- schwarze Tuschsilhouette, 22,7 × 17,8 cm, der Staats- und Universitätsbibliothek Hamburg, (online).